# Lupoïde

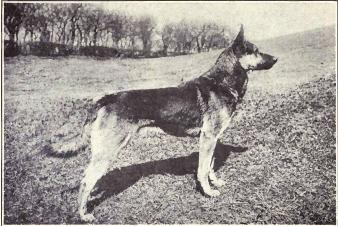
Exemple de chien lupoïde. Ici, un berger allemand.

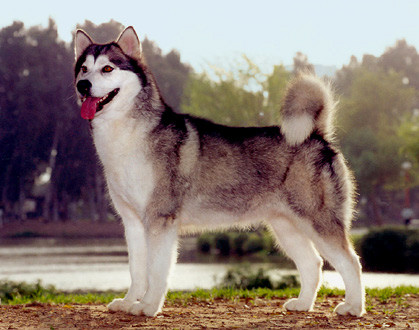
Exemple de chien lupoïde. Ici, un malamute.

L'adjectif lupoïde désigne les chiens et, plus généralement, les canidés dont les caractéristiques anatomiques évoquent celles du loup (lupus en latin), caractérisées par une tête en forme de pyramide horizontale avec le museau allongé et étroit, des lèvres fines et bien collées, un stop léger, un corps bien proportionné et athlétique. Les proportions générales des chiens lupoïdes se sont moins différenciées du loup que celles des lévriers, des molosses et des braques. C'est le vétérinaire français Jean Pierre Mégnin qui a,  le premier, réparti les chiens en quatre types, lupoïdes, molossoïdes, braccoïdes et graïoïdes.